# Ranunculus balatonensis
Ranunculus balatonensis är en ranunkelväxtart som beskrevs av Sóo. Ranunculus balatonensis ingår i släktet ranunkler, och familjen ranunkelväxter. Inga underarter finns listade i Catalogue of Life.